# DN73C
De DN73C (Drum Național 73C of Nationale weg 73C) is een weg in Roemenië. Hij loopt van Schitu Golești, bij Câmpulung, via Curtea de Argeș naar Mălureni, bijRâmnicu Vâlcea. De weg is 70 kilometer lang.